# 南小国町立中原小学校
南小国町立中原小学校（みなみおぐにちょうりつ なかばるしょうがっこう）は熊本県阿蘇郡南小国町中原にある公立の小学校。

## 沿革
歴史
1873年（明治6年）創立。現校名となったのは1969年（昭和44年）。2023年（令和5年）に創立150周年を迎えた。
校訓
「ゆたかに、かしこく、たくましく」
校章
1958年（昭和33年）制定。校庭の大銀杏をモチーフとしたデザインとなっている。
校訓
1958年（昭和33年）制定。作詞は山口白陽、作曲は滝本泰三による。歌詞は3番まであり、各番の歌詞中に校名の「中原」が登場する。
通学区域
南小国町大字中原（全区域）。中学校区は南小国町立南小国中学校。
- 1873年（明治6年） - 中原村において、北里氏の家屋を借用の上、授業を開始。
- 1874年（明治7年）4月5日 - 学制に規定された小学校に指定される。
- 1875年（明治8年）2月 - 玄徳寺に教場を設け、「公立中原小学校」と称す。
- 1879年（明治12年）- 民家で授業を行う。
- 1885年（明治18年）- 校舎を新築。
- 1886年（明治19年）- 小学校令施行により、尋常科（4年制）を設置の上、「尋常中原小学校」と改称。
- 1889年（明治22年）4月1日 - 町村制施行により、阿蘇郡3村（中原・赤馬場・満願寺）が合併の上、「南小国村」が発足。
- 1892年（明治25年）- 「中原尋常小学校」に改称。
- 1902年（明治35年）- 校舎を新築。
- 1917年（大正6年）4月 - 雨天体操場が完成。
- 1921年（大正10年）- 農業補習学校を併置。
- 1923年（大正12年）4月 - 高等科を併置の上、「中原尋常高等小学校」に改称。
- 1924年（大正13年）- 校舎を新築。
- 1929年（昭和4年）4月 - 青年訓練所充当農業公民学校[1]を併置。
- 1935年（昭和10年）- 青年学校令施行により、併置の青年訓練所充当公民学校が青年学校となる。
- 1941年（昭和16年）4月1日 - 国民学校令施行により、「南小国村中原国民学校」に改称。尋常科を初等科に改める。厚生塾が完成。
- 1947年（昭和22年）- 学制改革が行われる（六・三制の実施）。
  - 4月1日 - 国民学校初等科は、新制小学校「南小国村立中原小学校」に改組・改称。
  - 5月 - 国民学校高等科は、青年学校普通科とともに、新制中学校「南小国村立南小国中学校中原分校」に改組・改称。
- 1948年（昭和23年）9月 - 南小国中学校の新校舎が完成し、中原分校の生徒が南小国中学校本校へ転出。中原分校が廃止される。
- 1954年（昭和29年）
  - 3月 - 木造新校舎が完成。
  - 10月 - ミルク給食を開始。
- 1957年（昭和32年）11月 - 完全給食を開始。
- 1958年（昭和33年）7月 - 校旗・校歌・校章を制定。
- 1969年（昭和44年）11月1日 - 町制施行により、「南小国町立中原小学校」（現校名）に改称。
- 1973年（昭和48年）4月 - 体育館が完成。
- 1977年（昭和52年）4月 - プールが完成。
- 1988年（昭和63年）5月 - 鉄筋コンクリート造新校舎が完成。
- 1998年（平成10年）11月 - プールを改修。

## 交通アクセス
最寄りの幹線道路
- 熊本県道134号南小国上津江線

## 周辺
- 和田簡易郵便局
- 南小国町立南小国保育園
- 中原菅原神社
- 熊野座神社
- 中原川